# Thịnh Nhất Luân
Thịnh Nhất Luân (Giản thể: 盛一伦, Phồn thể: 盛一倫; sinh ngày 23 tháng 9 năm 1992) là một diễn viên, người mẫu Trung Quốc. Anh lần đầu tiên xuất hiện với vai trò diễn viên trong phim ngắn Hiệu ứng kính tượng (2012). Năm 2015, anh nhận được sự chú ý cho vai chính trong series phim web nổi tiếng Trung Quốc, Thái tử phi thăng chức ký. Năm 2017, anh tham gia diễn xuất trong bộ phim hài tình cảm Lý Huệ Trân xinh đẹp và phim huyền huyễn Thượng Cổ Tình Ca.

## Danh sách phim

### Phim điện ảnh
| Năm  | Tên                 | Tên gốc  | Vai   | Ghi chú |
| ---- | ------------------- | -------- | ----- | ------- |
| 2012 | Hiệu ứng kính tượng | 镜像效应 | A'wei |         |

### Phim truyền hình
| Năm  | Tên                            | Tên gốc            | Vai              | Ghi chú   |
| ---- | ------------------------------ | ------------------ | ---------------- | --------- |
| 2015 | Thái tử phi thăng chức ký      | 太子妃升职记       | Thái tử Tề Thịnh | Vai chính |
| 2017 | Lý Huệ Trân xinh đẹp           | 漂亮的李慧珍       | Bạch Hạo Vũ      | Vai chính |
| 2017 | Thượng cổ tình ca              | 上古情歌           | Thịnh Luân       | Vai phụ   |
| 2017 | Tướng quân ở trên ta ở dưới    | 将军在上           | Triệu Ngọc Cẩn   | Vai chính |
| 2018 | Phụ nữ Thượng Hải              | 上海女子图鉴       |                  | Cameo     |
| 2020 | Thái cổ thần vương             | 太古神王           | Tần Vấn Thiên    | [ 6 ]     |
| 2020 | Yến Vân Đài                    | 燕云台             |                  | Vai phụ   |
| 2021 | Lý tưởng rọi sáng Trung Quốc   |                    |                  | Vai phụ   |
| TBA  | Nhặt hoa mười phương           | 十里洋场拾年花     | Phùng Nhất Luân  | [ 7 ]     |
| TBA  | Nếu có thể, tuyệt không yêu em | 如果可以，绝不爱你 | Diệp Vinh Hiên   |           |

### Lồng tiếng
| Năm  | Tên               | Vai    | Ghi chú    |
| ---- | ----------------- | ------ | ---------- |
| 2017 | Vũ điệu thần tiên | Victor | Lồng tiếng |

### Chương trình giải trí
- Race the World (2016)
- Tân Vũ lâm đại hội (2018)

## Danh sách đĩa nhạc
| Năm  | Tên                      | Tên gốc    | Album                               | Ghi chú      |
| ---- | ------------------------ | ---------- | ----------------------------------- | ------------ |
| 2015 | "Whirlpool"              | 漩涡       | Nhạc phim Thái tử phi thăng chức ký |              |
| 2015 | "The Future of the Past" | 以前的以后 | Nhạc phim Thái tử phi thăng chức ký |              |
| 2015 | "Can Miss But Not Say"   | 可念不可说 | Nhạc phim Thái tử phi thăng chức ký | với Cui Zige |